# Jan Kacper Wdowiszewski

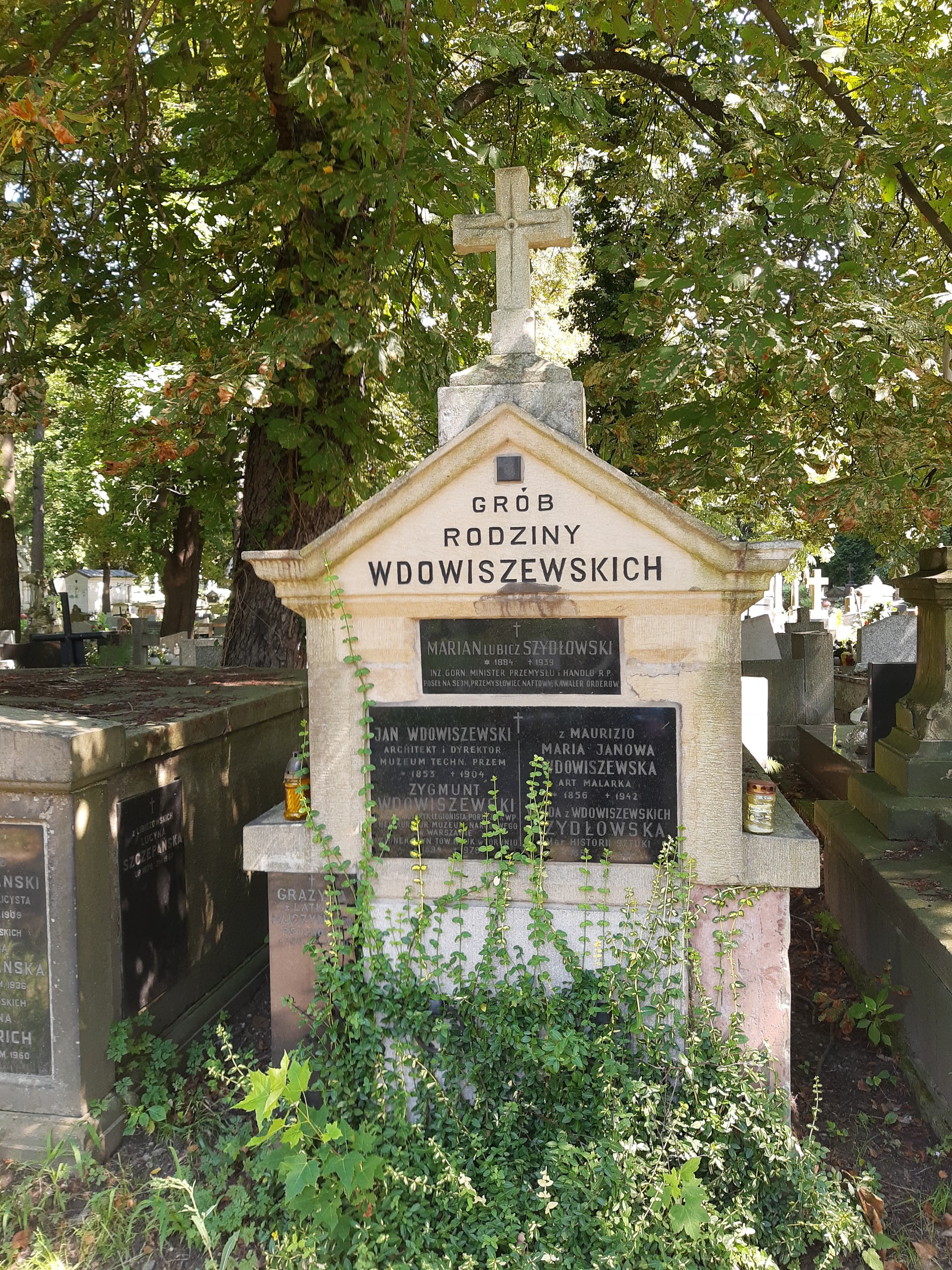
Grobowiec rodzinny Wdowiszewskich na Cmentarzu Rakowickim

Jan Kacper Wdowiszewski herbu Gryf (ur. 6 stycznia 1853 w Krakowie, zm. 16 lipca 1904 tamże) – polski architekt.

## Życiorys
Urodził się w 1853. Był synem Wincentego więźnia stanu z 1848 i 1863, urzędnika krakowskiego magistratu, dyrektora archiwum miejskiego w Krakowie oraz bratem Wincentego Juliusza (1849/1850-1906, architekt, urzędnik, dyrektor wydziału budownictwa Magistratu w Krakowie). Mąż Marii z domu Maurizio (1856–1942) artystki malarki, ojciec Zygmunta.
Odbywał studia techniczne w kraju z za granicą, na politechnice w Wiedniu, a także na Wydziale Filozoficznym Uniwersytetu Jagiellońskiego. Około 1877-1878 był asystentem przy katedrze budownictwa w C. K. Instytucie Techniczno-Przemysłowym w Krakowie. Od 1884 kustosz Muzeum Techniczno-Przemysłowego w Krakowie, a od 1891 dyrektor. W 1880 oraz w latach 1888–1889 był sekretarzem Krakowskiego Towarzystwa Technicznego. Pod koniec czerwca 1904 uczestniczył w piątym zjeździe Z(konferencji) Związku Austriackich Muzeów Artystyczno-Przemysłowych, zorganizowanym w Reichenbergu. Był organizatorem wystawy Sztuka w plakatach (1898), a także autorem prac z dziedziny historii sztuki. Udzielał się w życiu publicznym Krakowa.
Zamieszkiwał w domu przy ul. Siemiradzkiego 23. Zmarł na udar serca 16 lipca 1904 w Krakowie w wieku 51 lat. Został pochowany na cmentarzu Rakowickim w Krakowie 19 lipca 1904 (kwatera M).